# 賈姬·伊凡柯
賈姬·伊凡柯（Jackie Evancho，2000年4月9日—）是一位美國古典樂歌手。

## 生平
自2009年以來，已經發行迷你專輯和六張專輯，包括白金唱片、金唱片和三次告示牌200十大。
2017年1月20日，在2017年美国总统就职典礼上演唱美国国歌。

## 外部連結
- 官方网站
- 賈姬·伊凡柯在互联网电影资料库（IMDb）上的資料（英文）
- Podcast interview of Evancho with The Expressionist Magazine, October 2009